# Pangrapta fauvealis
Pangrapta fauvealis là một loài bướm đêm trong họ Erebidae.